# Norodom Sihanuk
Norodom Sihanuk (kmersko: នរោត្តម សីហនុ), kamboški kralj, * 31. oktober 1922, Phnom Penh, Kambodža, † 15. oktober 2012, Peking, Ljudska republika Kitajska.
Efektivno je suveren države postal leta 1953, ko se je Kambodža osamosvojila izpod francoske kolonialne oblasti. Na prestolu je bil do leta 1970, ko ga je ob podpori ZDA odstavil njegov lastni general Lon Nol, ki je nato ustanovil Kmersko republiko. Sihanuk se je umaknil v izgnanstvo na Kitajsko, kjer je organiziral odpor, začel pa je podpirati tudi komunistično gibanje Rdečih kmerov in jim posredno pomagal tudi na oblast v svoji domovini (leta 1975). V obdobju krvave vladavine Rdečih kmerov pod vodstvom Pola Pota je bil simbolični poglavar države, a le do leta 1976, ko so ga »upokojili«. Leta 1978 je po invaziji Vietnama padel tudi režim Rdečih kmerov, državo pa je zajela še hujša gverilska državljanska vojna. Sihanuk je bil med glavnimi voditelji boja proti vietnamski okupaciji. Po vzpostavitvi miru se je leta 1991 po 13 letih v izgnanstvu vrnil v Kambodžo. Leta 1993 so v državi vzpostavili ustavno monarhijo, Sihanuk pa je znova postal kralj.
Sihanuk je bil eden najdlje živečih in vladajočih monarhov na svetu. Kralj je postal leta 1941, leta 2004 je odstopil in prestol predal svojemu sinu; kot razlog je navedel visoko starost in zdravstvene težave. Kljub temu je ostal zelo priljubljen v domovini, kjer so ga klicali »kralj oče«.
Sihanuk je umrl naravne smrti 15. oktobra 2012, v 90. letu starosti. Sicer je trpel za večjim številom bolezni.

## Nazivi
- 1922–1941: Njegova visokost, princ Kamboške[9]
- 1941–2022: Njegovo veličanstvo, kralj Kamboške[10]